# Kembangkuning (Jatiluhur)
Kembangkuning is een bestuurslaag in het regentschap Purwakarta van de provincie West-Java, Indonesië. Kembangkuning telt 10.645 inwoners (volkstelling 2010).